# 张惠长

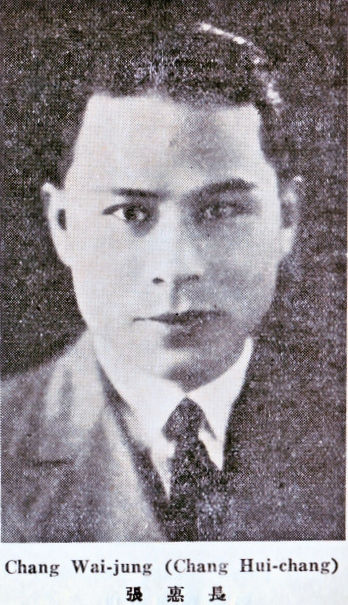
《中国名人录（第四版）》中的张惠长照片

张惠长（1899年5月6日—1980年7月18日），字锦威，广东省香山县人。中华民国飞行家、外交官、政治人物。

## 生平
1915年，张惠长同杨仙逸一起被送往林森奉命在美国成立的空军学校学习飞行技术，后来张惠长又转入美国的寇蒂斯航空学校学习。1917年回国，任孙中山大元帅府侍从副官。1918年，任大元帅府航空处副处长，曾驾机协同陆军讨伐龙济光。1920年，任粤军飞机队第一队队长。1922年，任广州航空局副局长、第一队队长、代局长。中国国民党改组后，前往苏联学习。1928年回国后任航空学校首任校长。1928年6月，任航空司令。还曾任国民革命军第八路军总指挥部航空处处长。1928年11月11日，以张惠长为机长的“广州”号陆上飞机从广州大沙头机场起飞，经十二个省最后抵达南京，成为中国近代航空史上的标志性事件。1929年8月24日，出任军政部航空署署长。1929年9月10日，出任中国航空公司副理事长。
1929年，张惠长参加张发奎、李宗仁的反蒋军作战。1930年，张惠长参加中原大战。1931年6月，任广州非常会议国民政府空军总司令、军事委员会西南分会委员。同年，当选为中国国民党第四届中央执行委员。1932年任西南政务委员会常务委员。1933年4月29日，获聘为全国航空建设委员会委员。同年底，闽变发生，张惠长在闽变中向全国发出“空军人员暂不参加内战”的通电，并动员广东空军近百人脱离广东军政府陈济棠手下的航空局，转投闽变中在福州成立的中华共和国人民革命政府。
1935年，张惠长任中华民国驻古巴全权公使。1937年任满归国，任中山县县长。抗日战争期间，再任驻古巴公使。后回国再任中山县县长。1946年冬，又被任命为驻古巴公使，但未赴任。1947年初，被撤销中山县县长职务。1947年4月24日，任立法院立法委员。1948年3月，当选第一届国民大会代表。但他一直留在中山县，中国人民解放军占领中山县前夕，张惠长赴澳门定居。1960年前后赴台湾，继续担任国民大会代表。
1980年7月18日，张惠长病逝。